# Epigelasma rufifrons
Epigelasma rufifrons är en fjärilsart som beskrevs av Claude Herbulot 1972. Epigelasma rufifrons ingår i släktet Epigelasma och familjen mätare. Inga underarter finns listade i Catalogue of Life.